# ひとつ (長渕剛の曲)
「ひとつ」は、日本のミュージシャンである長渕剛の45枚目のシングル。

## 解説
2011年12月31日放送の『第62回NHK紅白歌合戦』で東日本大震災の被災地石巻市立門脇小学校から中継出演し、本曲を歌唱した。
発売後、テレビ朝日系の音楽番組『ミュージックステーション』（2012年2月24日放送分）に長渕が出演した際の紹介によると、ファンの間では「乾杯」に代わる新たなウェディングソングとして広まっているという。

## 収録曲
- 全曲、作詞・作曲・編曲：長渕剛

1. ひとつ
2. STAY DREAM 2012
3. ひとつ(Instrumental)